# Госпиталь в Ленинградском дворце пионеров
Госпиталь в Ленинградском дворце пионеров (до 1937 — Аничков дворец) был открыт 1 октября 1941 в связи с принятием решения об увеличении больничной сети МПВО в блокадном Ленинграде.
Проработал всю первую блокадную зиму, приняв значительное количество раненых людей. Весной 1942 года госпиталь был переведён из Дворца в связи с решением комиссии о недееспособности помещений Дворца, нехваткой персонала и рядом других причин. В мае 1942 года Дворец пионеров был вновь открыт для блокадных детей.

## Открытие хирургического стационара во Дворце пионеров
С начала блокады медицинское положение в Ленинграде настолько ухудшается, что 21 сентября 1941 г. было принято решение об увеличении больничной сети МПВО. Постановление № 606 предписывало увеличить количество коек на 5 000 единиц, из них 1 000 должна была быть размещена в Городском Дворце пионеров до 1 октября 1941 г. Хотя все работы по переоборудованию должны были быть закончены к 28 сентября (то есть отводилась неделя), они велись со значительным опозданием.
На развёртывание дополнительных мест выделялось 1 млн.руб., на ремонт и строительство помещений и 5 млн.руб. на само оснащение стационаров (из расчёта 1000 р. На койку). Это решение было принято в секретной части общего отдела под председательством Попкова (председатель Исполкома, один из «четверки» по принятию оперативных решений).
Приказ от 24 сентября зам. директора Горздравотдела Никитского гласит: «Развернуть к 30 сентября с.г., дополнительно 5 000 хирургических коек стационарной сети МСС МПВО».
Первым в списке значится Хирургический стационар № 95, где временно назначается главврачом т. Вульфсон. Одновременно с ним открылись ещё 10 медучреждений, размещавшихся в Приморском, Октябрьском, Смольнинском, Свердловском районах. Обычно они находились в бывших общеобразовательных зданиях (школах, институтах, обществах, консерватории), из всех открываемых стационаров, стационар во Дворце пионеров был самым большим. В нём должна была функционировать 1 000 коек, когда в других 400.
За началом работы стационара можно проследить по документам о составе медперсонала. Если внимательно просмотреть даты составлений приказов, можно сделать вывод, что стационар у Аничкова моста не имеет точной даты открытия Персонал переводится туда задним числом.. Всего из было: 9 врачей, 3 сестры-хозяйки, 5 старших сестёр, 9 медсестёр, 41 санитарка из хирургического, терапевтического, нервного, ушного, туберкулёзного отделений и приёмного покоя.
Впоследствии некоторые из них оставят свои воспоминания, ставшие основным источником информации.
Но все переводы врачей производились согласно с количеством размещаемых коек. На этот момент 95-й стационар был самым большим (для сравнения, по Куйбышевскому району в Аничковом дворце открывались 1000 коек, в больнице им. Куйбышева — 65, стационаре № 93 — 315).
До конца октября перемещение медперсонала было обычным явлением для стационара № 95, так 17 октября сюда приходят Ранчевская, Черноволов, Ермишкина, Федорова.

Только потолки и пилястры напоминали тогда о бывшем царском дворце. Вместо парадных залов — палаты. Койки стояли в комнатах и коридорах, лишь на 2-м этаже были 2 комнаты, где жили всю зиму врачи Черноволов и Егорова с дочерью. Она вспоминала: «Мама жила в кабинете, отделанном под „птичий глаз“ (так все его называли). В нем было много шкафов с книгами, два огромных окна, выходящих на Невский проспект, в углу стояла мамина кровать, на которой мы вместе спали…» Сейчас это кабинет директора Дворца. Смежная комната тогда служила доктору Черноволову. Если бы мы в то время пришли во Дворец, то на месте современного гардероба увидели бы приемный покой и регистратуру. Слева, у самого входа, находилась смотровая. Поднявшись по мраморной лестнице, могли бы зайти в перевязочную и операционную (клуб «Петрополь»). Всего в распоряжении медперсонала находилось: рентген, операционная, 4 перевязочных. В испещренном осколками павильоне Росси располагалась мертвецкая. Живых же охраняли бойцы МПВО, во время обстрелов все находившиеся в стационаре должны были спускаться в подвал- бомбоубежище. Но так было только в начале работы]

## Работа стационара
Официальное открытие стационара № 95 (1.октября 1941) совпало с очередным понижением норм хлеба, теперь служащие и иждивенцы получали 200 грамм. Этой осенью Лина, дочь Егоровой, единственный ребёнок из детей медперсонала, ходила «подышать воздухом» в сад. Взрослые посылали девочку за желудями, их ели.
Снижение норм вызвало волну госпитализируемых от алиментарной дистрофии, иначе от голода. Чтобы хоть как-то упорядочить поступление больных, бюро Госпитализации устанавливает спецификацию коек, то есть 1 000 делилась на: 112 — терапевтических, 30 — нервных, 853 — хирургических. На что отводилось ещё 5 коек, мы теперь можем только догадываться. Тогда специализация была вынужденной мерой . Очень важным стало решение Ленгоротдела Здравоохранения об обеспечении стационара стиркой белья, причем он прикреплялся к больнице им. Куйбышева (во Дворце прачечных не было) .
В это время количество жертв обстрелов растет, только за первую половину октября 1941 г. от сброшенных немецких снарядов пострадало 2 810 чел., из них ранено 2 226. Их «везут, несут, ведут» в Аничков. Приемный покой загружен топчанам, переполнен людьми и заполнен стонами: «Спасите!». Обслуживающего персонала не хватает, поэтому подключается бригада из Куйбышевской больницы во главе с профессором Лавровым. Поступающие запорошены известью, в штукатурке, с обезумевшими глазами, они постепенно переводятся в операционную. Там «светло, тепло, даже уютно». Здесь работает авторитетная в стационаре женщина — Егорова Антонина Ивановна — «Организатор всей лечебной работы. Строгая, быстрая, решительная». Рядом с ней находилась и её 9-летняя дочь Лина. Каждый раз, когда начинался обстрел, она бежала в операционную к маме. После операций больные попадали в палаты — огромные залы. Но уже в конце октября они выглядят не столь великолепно: стекла от частых обстрелов вылетели, перестали топить, прекратилась подача воды — она замёрзла. Дворец начал превращаться в Ледяной.
Ни для кого не секрет, что в 1941 году рано наступившие сильные морозы окончательно сгубили отопительную систему города. Естественно это коснулось и 95-го госпиталя, но «это был госпиталь, туда везли раненых, и он работал» . Не обращая внимания на трудности, многие из медперсонала ходили домой, но с каждым днём путь занимал всё больше времени. Так ординатор С. А. Калашников проходил расстояние от Кирочной ул (Салтыкова-Щедрина) до Невского за 2 часа. «Шел, думая о работе, о раненых, оказывать помощь которым придется, не представляя, какие трудности ожидают» . Они шли и, оглянувшись случайно, замечали, что «все бело от снега. У тротуаров нагребли целые горы снега. Трамваи на путях. По белым улицам движутся толпы людей. Стоят бесконечные очереди — на всякий случай: авось что-нибудь будут давать. И расходятся, ничего не дождавшись. Слышны резкие выстрелы или взрывы. Это „нас обстреливают“. Радио предлагает идти в убежище, прекратить хождение по улицам и не собираться толпами. Но все также движутся черные потоки людей, стоят длинные вереницы очередей…» 

Днем в приемном покое можно было встретить больных перфоративной язвой, кишечной непроходимостью. Вывихнутая челюсть считалась легким заболеванием, по сравнению со сложными осколочными ранениями. Из-за нехватки персонала, многие врачи перешли еще и на другие должности, большинство занималось регистрацией. «В госпитале по большому счету было два хирурга Егорова А. И. и Черноволов Н. Н., остальные акушеры и гинекологи», в лучшем случае ассистенты хирургов. Спасенные ими больные должны были показать нечеловеческую силу воли чтобы выжить. Хуже все приходилось дежурным медсестрам, но «среди нас, трех сестер, была одна — Нина Петрова.

Чтобы как-то улучшить ситуацию, в стационар № 95 переводятся 3 ординатора, 12 санитарок и сестра-хозяйка.вновь прибывший персонал быстро включался в нелегкую деятельность военного учреждения. Даже Лина имела свои обязанности: 

„ с утра надо было растопить буржуйку в нашей комнате, наносить горячей воды в операционную из подвала (там был титан). Надо было найти гладкое полено и наколоть длинных лучин, свернуть фитили-факелы для вечернего обхода. Поскольку окна были забиты и занавешены, в комнатах даже днем было темно. Я набирала лучинки и факелы и светила врачам. Из мужской нижней рубашки мне приспособили халат, а на голове марлевая косыночка. Иногда во время вечерних обходов я засыпала там же, в палатах, но меня тормошили и я светила дальше“ . Тормошившие были добрыми и отзывчивыми людьми, они старались чем-то порадовать свою помощницу: приносили ей книги, иногда даже что-нибудь из еды. Эти воспоминания не затмила последняя лампочка, погасшая в операционной. Когда отключили электричество, и начала мерзнуть вода, её (операционную) перевели в комнату Егоровых. Здесь отгородили шкафом кровать, и помещение стало наполняться стонами раненых и лязганьем инструментов.

### Начало 1942 года в воспоминаниях работников
Новый год начался неудачно: электричества не было, отопление отсутствовало. В таких условиях к утру в палатах умирало до 35-40 чел. «Их складывали колодцем на площадках лестничных пролетов, а затем увозили в сарай, расположенный в саду». Захоронением усопших занималась Куйбышевская больница. Она предоставляла транспорт, прозектором был проф.Даль, но к 8 декабря ситуация настолько ухудшается, что начинаются отказы в приёме трупов ( т.к. в больнице лопнули трубы и покойницкая была перенесена).

А здесь, на Фонтанке, рядом с мертвецкой, блокадников встречала «мертвая тишина. Заснеженная вровень с окнами первого этажа улица (в первую блокадную зиму высота снежного покрова достигала 127 см, влажность воздуха было 60-92 %, температура – 30-35. Редкие, очень медленно передвигающиеся точки – лица, только видны глаза, в которых тоска и мучительная жажда жизни». Именно это желание жить и заметила Л.А.Ранчевская. художник по профессии, ставшая в 41 медсестрой. Она писала: « до чего были тогда зрительные впечатления. В саду Аничкова дворца на углу Невского есть павильон России, где на фасаде стоят бронзовые войны с лавровыми венками в руках. Там была мертвецкая. Снег был по пояс. Меня поразило зрелище вертикально стоящих у стены мертвецкой ленинградцев. Они стояли как непокорившиеся, с невероятным достоинством, как лес – деревья умирают стоя. С той поры мне навсегда была ясна связь фигур воинов с лавровыми венками и судьбой Ленинграда»

 . Про эту судьбу работавшие в госпитале знают не понаслышке, ежедневно – смерть, смерть смотрела прямо в лицо... Нехватка питания и алиментарная дистрофия заставляла есть все:
мы ели всё, что можно есть, 
и отравиться не боялись, 
могу все травы перечесть, которыми тогда питались ...
И кроме трав, столярный клей, Ремни солдатские варили... 
« А ещё ели дурунду. Она была необыкновенным лакомством, её по кусочку давали только детям. Есть хотелось все время, было холодно»Для приготовления хлеба в производстве использовали: дрожжи, продуктовый сок, альбуцин, казеин, тех.крахмал, желатин и пр .
	Поэтому днём в приёмном покое можно было встретить больных перфоративной язвой, кишечной непроходимостью. Вывихнутая челюсть считалась лёгким заболеванием, по сравнению со сложными осколочными ранениями. Из-за нехватки персонала, многие врачи перешли ещё и на другие должности, большинство занималось регистрацией. «В госпитале по большому счету было два хирурга Егорова А.И. и Черноволов Н.Н., остальные акушеры и гинекологи» , в лучшем случае ассистенты хирургов. Спасённые ими больные должны были показать нечеловеческую силу воли чтобы выжить. 
Как небольшой „новогодний подарок“ появляется приказ о свёртывании 400 коек из-за неприспособленности помещений (пониженная температура). Персонал всё-таки встретил в этих жутких условиях новый 1942 год.
К весне 1942 упала дисциплина медперсонала, о чём свидетельствует Решение от 30 марта 1942. В нём предписывалось главврачам „немедленно восстановить строгий учёт рабочего времени, предупреждать какие-либо нарушения со стороны медперсонала“ элементарных правил внутреннего распорядка»

## Закрытие
15 апреля в госпиталь у Аничкова моста приходит комиссия, составившая подробный отчёт о своей работе, сделать вывод из нижеперечисленных фактов:
1. Из 1 000 первоначально развёрнутых коек функционирует лишь 600.
2. Обнаружена перегрузка госпиталя: на момент проверки в приёмном покое находилось 50-60 чел., вместо 20-25. В отделениях было 640 больных из-за неограниченного поступления, без учёта возможностей стационара.
3. Ощущается нехватка медперсонала. По списку, обслуживающего персонала было 380 чел, из них всего 28 врачей. Особенно подчёркивалось, что 15 – состоят в парторганизации.

### Отчёт комиссии по объектам закрывающегося госпиталя
Также комиссия составила отчёт по каждому объекту в отдельности, в частности:
1. Приёмный покой. – Здесь ощущается перегрузка помещений, смешение больных с умершими. Перевод в отделения задерживался из-за нехватки белья до 3-х дней. Санитарная обработка не проводилась (нет воды и света), прогрессирует вшивость, хотя был акт эпидемиолога Куйбышевского района. Покой вообще не отапливался.
2. Отделения – Палаты в неудовлетворительном состоянии. Не хватает санитарок и уборщиц. Больные в заношенном белье (оно не меняется до 2-3 недель), некоторые лежат вовсе без простыней, хотя стирка закреплена за больницей им.Куйбышева. Здесь особенно остро ощущается недостаток горячей воды для питья и грелок.
3. Но основные проблемы были связаны с неприспособленностью помещений: температура держалась не выше 5 С (отопление отсутствовало), в лаборатории, рентгене и пр.ещё ниже.
4. Госпиталь сильно затемнён (вместо стёкол – фанера, а электричества нет).
5. Недостаток водоснабжения, особенно горячей воды (её получают из единственного титана в подвале, причём меньше минимума потребления).
6. Антисанитария: уборные не функционируют, подвал затапливается (его не выкачать, т.к. нет электричества). Приточная вентиляция не действует , а другой – нет.

Были выявлены отдельные происшествия с грубым обращением младшего и среднего медперсонала к больным. 
Обобщив всё это, комиссия сделала вывод о нецелесообразности существования госпиталя во Дворце пионеров, учитывая ущерб, наносимый художественным ценностям Аничкова дворца весной 1942 года госпиталь был переведён из Дворца, а в мае состоялось решение открыть для блокадных детей кружки и детскую площадку в Саду Дворца.

## Примечание
1. ↑  [Гладких П. Ф. Здравоохранение блокадного Ленинграда, 1985, с. 112.]
2. 1 2  [Архив Музея истории Аничкова дворца. Фонд ОВ, п.3, к.13, воспоминания дочери главного хирурга Л.Щербак, рукопись.]
3. ↑  [Архив Музея истории Аничкова дворца. Фонд ОВ, п.3, к.13, воспоминания воспоминания С. А. Калашникова и Л.Щербак, рукопись.]
4. ↑  [Архив истории Аничкова дворца. Фонд ОВ, п.3., к.13, воспоминания главного хирурга Л.Щербак, рукопись.]
5. ↑  12.	Архив Музея истории Аничкова дворца. Фонд ОВ, п.3, к.11, воспоминания
главного ординатора Калашникова С. А. // Дворец пионеров в 1941-42 — госпиталь МПВО, рукопись.
6. ↑  Гладких П.Ф. Здравоохранение блокадного Ленинграда. Л.; Лениздат, 1985, с. 145.